# Play (Brad Paisley)
Play è il settimo album in studio di Brad Paisley, pubblicato nel 2008. Tra tutti i suoi album, questo è sicuramente il più discostato e differente, principalmente per il fatto che si tratta di un album largamente strumentale, contenente però numerose collaborazioni artistiche.

## Tracce
1. Huckleberry Jam (Brad Paisley, Frank Rogers) – 2:52
2. Turf's Up (Paisley, Rogers) – 3:30
3. Start a Band (Dallas Davidson, Ashley Gorley, Kelley Lovelace) – 5:26
  - featuring Keith Urban
4. Kim (Paisley) – 3:58
5. Departure (Paisley, Rogers) – 4:28
6. Come On In (Buck Owens) – 3:53
  - featuring Buck Owens
7. Kentucky Jelly (Paisley, Rogers, Mac McAnally) – 2:44
8. Playing with Fire (Robert Arthur, Paisley) – 4:51
9. More Than Just This Song (Paisley, Steve Wariner) – 5:14
  - featuring Steve Wariner
10. Les Is More (Paisley, Rogers) – 3:18
11. Pre-Cluster Cluster Pluck Prequel (Paisley, Rogers, Kevin "Swine" Grantt) – 1:34
12. Cluster Pluck (Paisley, Rogers, Grantt) – 3:31
  - featuring James Burton, Vince Gill, Albert Lee, John Jorgenson, Brent Mason, Redd Volkaert, Steve Wariner
13. Cliffs of Rock City (Paisley, Arthur) – 3:44
14. Let the Good Times Roll (Fleecie Moore, Sam Theard) – 5:30
  - featuring B. B. King
15. What a Friend We Have in Jesus (Traditional) – 2:31
16. Waitin' on a Woman (Don Sampson, Wynn Varble) – 5:02
  - featuring Andy Griffith